# Gesellschaft Oberschwaben für Geschichte und Kultur

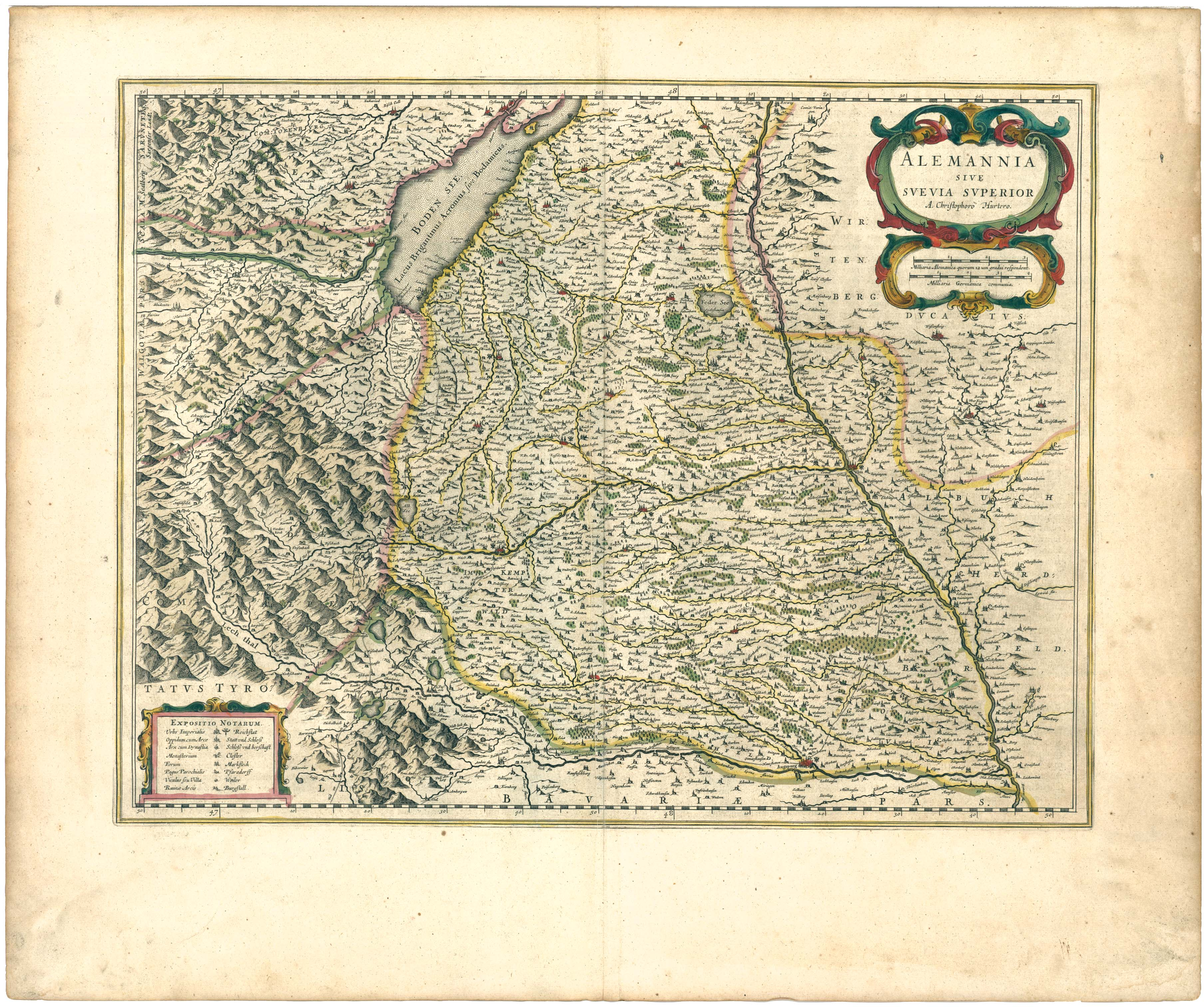
Alemannia sive Suevia Superior, um 1645

Die Gesellschaft Oberschwaben für Geschichte und Kultur e.V. wurde 1996 gegründet. Zweck des Vereins ist die Förderung, Entwicklung und Stärkung des oberschwäbischen Regionalbewusstseins. Die Gesellschaft unterstützt den Informationsaustausch und die Zusammenarbeit unter allen, die sich mit oberschwäbischer Geschichte und Kultur befassen. Seit seiner Gründung veröffentlicht der Verein Reden und Dissertationen in vierteljährlichen bis jährlichen Sonderheften, seit 2007 gibt die Gesellschaft zusammen mit dem Verein für Kunst und Altertum in Ulm und Oberschwaben das Jahrbuch Ulm und Oberschwaben heraus. Ihren Sitz hat die Gesellschaft in Ravensburg, die Geschäftsstelle befindet sich im Landkreis Ravensburg und dort bei den Kulturhäusern des Landkreises Ravensburg.

## Vorstandschaft
| Funktion im Verein             | Name                | Ort            | Beruf oder Funktion                                          |
| ------------------------------ | ------------------- | -------------- | ------------------------------------------------------------ |
| Ehrenvorsitzender              | Peter Blickle (†)   | Saarbrücken    | Historiker, ehemals Universität des Saarlandes               |
| Vorsitzender                   | Andreas Schwab      | Weingarten     | PH Weingarten                                                |
| Stellvertretender Vorsitzender | Mario Glaser        | Biberach       | Landrat des Landkreises Biberach                             |
| Geschäftsführer                | Maximilian Eiden    | Ravensburg     | Kulturhäuser Landkreis Ravensburg                            |
| Schatzmeister                  | Martin Bücher       | Biberach       | Kreissparkasse Biberach                                      |
| Pressereferent                 | Stefan Feucht       | Salem          | Kulturamt Bodenseekreis                                      |
| Schriftführer                  | Jürgen Kniep        | Biberach       | Kreiskultur- und Archivamt Biberach                          |
| „Ulm und Oberschwaben“         | Frank Brunecker     | Biberach       | Museum Biberach                                              |
| Koordination Wissenschaft      | Dietmar Schiersner  | Weingarten     | PH Weingarten                                                |
| Beisitzer                      | Hans-Wolfgang Bayer | Memmingen      | Kulturamt Stadt Memmingen                                    |
| Beisitzer                      | Carola Traub        | Ulm            | Kreisarchiv Alb-Donau-Kreis                                  |
| Beisitzer                      | Sigrid Hirbodian    | Tübingen       | Universität Tübingen                                         |
| Beisitzer                      | Sabine Holtz        | Stuttgart      | Universität Stuttgart                                        |
| Beisitzer                      | Johannes Waldschütz | Rottweil       | Stabsbereich Archiv, Kultur, Tourismus, Landratsamt Rottweil |
| Beisitzer                      | Sabine Mücke        | Ravensburg     | Museum Humpis-Quartier Ravensburg                            |
| Beisitzer                      | Franz-Josef Ziwes   | Sigmaringen    | Staatsarchiv Sigmaringen                                     |
| Beisitzer                      | Thomas Zotz         | Freiburg i.Br. |                                                              |
| Beisitzer                      | Edwin Ernst Weber   | Sigmaringen    | Stabsbereich Kultur und Archiv Landkreis Sigmaringen         |

## Ziele der Gesellschaft
Ziel der Gesellschaft gemäß ihrer Satzung ist es, das Regionalbewusstsein für die Landschaft zwischen Schwäbischer Alb und Bodensee, zwischen Lech und Schwarzwald zu entwickeln und zu stärken.

## Preise der Gesellschaft
Die Gesellschaft vergibt zwei Preise. Einer ist nach Franz Ludwig Baumann benannt. Der Preis ist mit einer Summe von 3000 Euro dotiert. Preisträger des Franz-Ludwig-Baumann-Preises waren bisher:
- Ulrike Weiß 1997
- Katrin Schwineköper 1998
- Vadim Oswalt, Peter Schuster 1999
- Urs Haffner 2002
- Claudia Maria Nessen 2005
- Gudrun Litz 2007
- Sarah Hadry 2008
- Katherine M. Brun 2009
- Marcus G. M. Meyer 2012
- Senta Herkle 2014
- Dominik Sieber 2016
- Andrea Riotte 2018
- Julian Schulz 2020

Der zweite Preis den die Gesellschaft vergibt, trägt den Namen „Preis der Gesellschaft Oberschwaben für Heimatgeschichte“ (ehemals nach Paul Beck benannt). Mit ihm wurden folgende Personen ausgezeichnet:
- Heinz Werner 1999
- Karl Werner Steim 2004
- Berthold Büchele 2007
- Winfried Aßfalg 2011
- Charlotte Mayenberger 2013
- Reinhold Adler 2014
- Lutz Dietrich Herbst 2015
- Wolfgang Manecke 2016
- Johannes Angele 2019

Es besteht auch die Möglichkeit Dissertationen oder vergleichbare Veröffentlichungen zum Thema Oberschwaben beim Verein einzureichen. Der Preis richtet sich auch an die Förderung von Nachwuchswissenschaftlerinnen und -wissenschaftlern.